# Zappa (araldica)
In araldica la zappa è poco utilizzata e simboleggia agricoltura e investigazione.

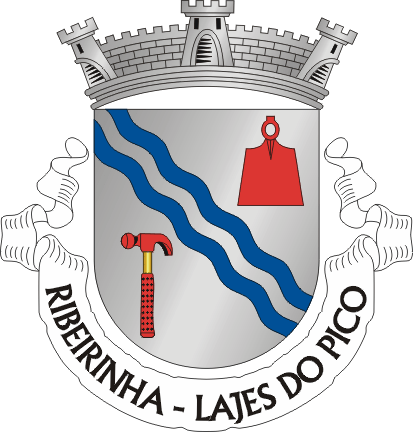
Lama di zappa di rosso (freguesia di Ribeirinha, Lajes do Pico, Portogallo)
D'azzurro, a tre zappe d'argento, poste in banda (Gassino Torinese)
Zappa d’argento, manicata d'oro, posta in palo (Herxheim am Berg, Germania)
Zappa posta in sbarra (Neubois, Francia)
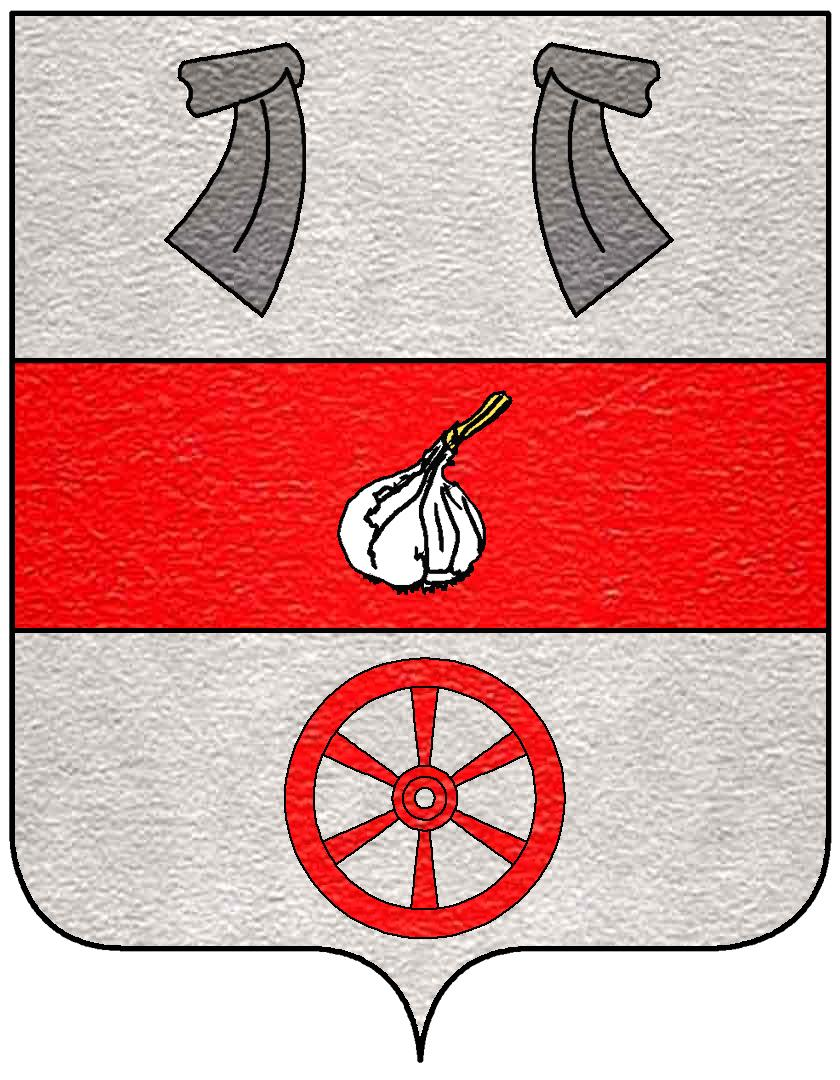
D'argento, alla fascia di rosso, caricata d'una resta d'aglio al naturale, accompagnata in capo da due ferri di zappa di ferro, inclinati verso la punta ed addossati, e in punta da una ruota di rosso (famiglia Resta Pallavicini di Milano)